# Писко (гора)
Писко (исп. Pisco); часто встречается как Невадо-Писко (исп. Nevado Pisco) — двухвершинная гора в Перу, расположенная в горном хребте Кордильера-Бланка, примерно в 60 километрах к северу от города Уарас. Писко находится в национальном парке Уаскаран, одной из самых живописных горных местностей в Перу. В 1985 году, национальный парк признан объектом всемирного наследия ЮНЕСКО.
Гора имеет две вершины:
- Писко Восточный (исп. Pisco Este) 5760 м, наивысший пик.
- Писко Западный (исп. Pisco Oeste) 5752 м, один из самых популярных пиков всего горного хребта Кордильера-Бланка.

Первое восхождение было совершено французской экспедицией, установившей высотный лагерь (5300 м.) на седловине между пиками Писко Западный и Уандой Восточный, 12 июля 1951 года.
Любопытно, что гора получила своё название по названию типичного перуанского алкогольного напитка — Писко, изготавливаемого в одноимённом городе, после того, как именно его использовали французы, отмечая первое восхождение. Испанское слово Nevado, часто встречаемое перед названием горы, в переводе означает «снежная». Оригинальное название горы, к сожалению, утеряно.

## Климат
Климат в Кордильерах находится под влиянием как сухого воздуха, поступающего из западных пустынь, так и влажного воздуха, поступающего из восточных лесов амазонки. С мая по начало сентября, в горах Кордильера-Бланка относительно ясная погода, особенно в июне и июле но, как правило, с чередованием нескольких дней плохой погоды. В эти дни горах возможен снегопад. В августе, особенно в его второй половине, погода начинает меняться, уже возможен шторм.
Лучшее время, чтобы подняться на гору Писко — сухой сезон, с середины мая до начала сентября; это местная зима, поскольку Перу расположено в южном полушарии. До этого времени на маршрутах в тех горах, как правило, слишком много снега. Сезон дождей начинается в начале сентября.

## Альпинизм

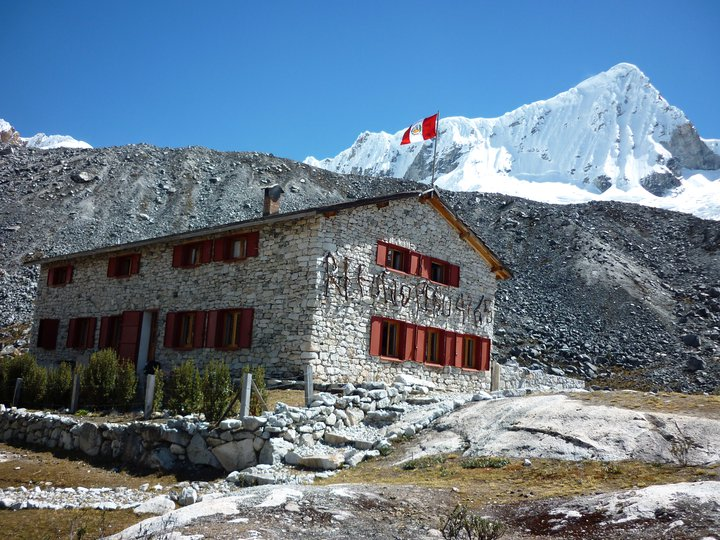
Лагерь Refugio на высоте 4765 м. (на основном маршруте)

Среди двух пиков горы Писко, Писко Западный проще и ниже, хотя и всего на 8 метров. В то время как пик Писко Восточный посещается редко, его нижний брат является идеальным для восхождения пиком, как для опытных альпинистов, так и новичков. По факту, обычный маршрут на Писко Западный по юго-западной части хребта является очень красивым маршрутом умеренной сложности (англ. Moderate) что делает его очень популярным среди альпинистов для акклиматизации перед шеститысячниками или более техническими восхождениями.
Кроме того, 360 градусный обзор на вершине является впечатляющим: помимо Уандой, тут открывается виды на Чакрараху на востоке, Пирамида де Гарсиласо, Артесонраху и Алпамайо на севере; Уаскаран на юге.
В Уарасе есть множество компаний, которые предлагают восхождение на гору Писко с гидами. Такие предложения, как правило, включают в себя всё оборудование, продукты питания, транспорт, гидов и потеров. С 2011 года, введён официальный запрет на восхождение в гору без гида, за исключением лиц, являющихся членами Ассоциации Альпинизма. В этом случае разрешение может быть получено в управлении Национальным парком в Уарасе, при предъявлении карты Alpine Club. И даже в этом случае, пермит в национальный парк Уаскаран является платным.
На маршруте имеются несколько лагерей, плюс БЛ (базовый лагерь). Обычно альпинисты используют только один из них.
БЛ Cebollapampa (3900 м.) находится рядом с дорогой в долине озера Кебрада-де-Льянгануко. Второй лагерь, Refugio (в дословном переводе «приют»), на высоте 4765 м. Третий, называемый «мореновый лагерь» находится чуть ниже ледника. Кроме того, можно поставить лагерь в седловине прямо на леднике, поскольку у него есть удобная плоская часть. Некоторые хорошо подготовленные группы в первый день выезжают из Уараса и поднимаются до «моренового лагеря», на второй совершают восхождение и возвращаются в Уарас к вечеру.
Несмотря на то, что обычный маршрут на гору Писко не является техническим маршрутом, это не та гора, где можно обучаться альпинизму. В силу серьезной окружающей среды, на маршруте требуется учитывать объективные опасности и переменчивую погоду. Кроме того, восхождение требует хорошей акклиматизации. Высота горы делает подъем достаточно сложным для тех, кто плохо акклиматизировался или имеет низкую физическую форму. Даже восходители имеющие достаточную акклиматизацию, будут продвигаться медленно. Сон в двух высотных лагерях затруднён. Возможность ночёвки в третьем лагере на льду требует надлежащего оборудования.